# Josef Georg Gotthardt
Josef Georg Gotthardt (* 7. Dezember 1907 in Frankfurt am Main; † 14. Februar 1976 in Wittlich) war ein deutscher Politiker (CDU). Er war von 1950 bis 1951 Abgeordneter des Landtages Rheinland-Pfalz.

## Leben
Nach dem Besuch der Volksschule absolvierte Gotthardt eine Lehre als Betonfacharbeiter und ging auf die Baugewerkschule. Er arbeitete zunächst in seinem erlernten Beruf, schulte 1929 um und war danach für die christlichen Gewerkschaften tätig. Nach der Auflösung der Gewerkschaften 1933 folgte eine kurze Phase der Arbeitslosigkeit. 1934 zog er nach Wittlich, erhielt dort eine Stelle als Hilfsarbeiter und war ab 1937 als Werkmeister in einem Sperrholzwerk beschäftigt. Von 1941 bis 1945 nahm er als Soldat am Zweiten Weltkrieg teil.
Gotthardt beteiligte sich nach 1945 an der Beseitigung der Kriegsschäden und am Wiederaufbau der Gewerkschaften in Wittlich. Von 1947 bis 1948 war er Gewerkschaftssekretär und von 1948 bis 1949 öffentlicher Kläger bei der Spruchkammer Wittlich. Von 1949 bis zu seinem Eintritt in den Ruhestand 1968 war er Angestellter beim Landkreis Wittlich.
Gotthardt war vor 1933 Mitglied der Zentrumspartei. Er schloss sich nach 1945 der CDU an und betätigte sich in der Kommunalpolitik. Von 1946 bis 1952 war er Ratsherr der Stadt Wittlich und von 1948 bis 1952 Mitglied des Wittlicher Kreistages. Im März 1950 rückte er für den verstorbenen Abgeordneten Robert Lichter in den Rheinland-Pfälzischen Landtag nach, dem er bis zum Ablauf der ersten Legislaturperiode 1951 angehörte.